# 전주 (후한)
전주(田疇, 169년 ~ 214년)는 중국 후한 말기의 정치가로, 자는 자태(子泰)이며 유주 우북평군 무종현(無終縣) 사람이다.

## 행적
본래 유우의 막료로 있었으며, 초평 원년(190년) 유우의 명을 받아 헌제에게 사자로 파견되어 삭방을 거쳐 장안에 이르렀다. 황제에게서 기도위에 배해졌고 또 삼공의 추천을 받았으나 모두 응하지 않고 유주로 돌아갔는데, 도착하기 전에 유우가 공손찬에게 살해당하자 유우의 묘를 찾아 눈물을 흘리며 곡을 했으며 제사를 지내고 떠났다. 이에 공손찬은 크게 노하여 포상금을 걸고 전주를 사로잡았으나 오히려 전주는 포악한 공손찬 앞에서 한치도 흔들리지 않고 의연했으며 오히려 은근히 그를 비판하였다. 공손찬은 전주가 용기있는 사람이라 생각해 죽이지는 않았으나 군영 안에 감금해 놓고 아무도 만나지 못하게 했다. 하지만 이로 인해 여론이 나빠질 것을 우려해 곧 전주를 풀어주었다.
전주는 유우의 원수를 갚지 못함을 탄식하며 일족 수백 명을 이끌고 산 속에 은거했는데, 현명하며 공정한 전주를 따라 백성들이 점차 귀의했으므로 몇 년 사이에 5천여 가구의 무리가 모이게 되었고, 전주는 여러 장로들에게 만장일치로 우두머리에 선출되었다. 전주는 여러 가지 법령을 정하고, 예의를 제정하며 학술을 강연하는 등 그들을 다스렸는데 여러 조치가 알맞게 행해졌으므로 일체의 불만이 없었으며 계속 번성했다고 한다. 원소는 그를 흠모하여 다섯 차례나 초빙했고, 원소가 죽자 그 후계자인 원상도 예의를 갖춰 거듭 초빙했으나 전주는 모두 응하지 않았다. 이는 원소와 친밀한 관계를 맺고 있던 오환이 예전에 전주의 고향인 우북평에서 다수의 고관들을 죽인 것을 항상 증오하며 오환에게 복수할 기회를 노리고 있기 때문이었다.
207년, 원상이 조조에게 패해 오환으로 망명하자 조조는 원상을 쫓아 오환을 공격하기에 이르렀는데 이 소식을 접한 전주는 곧바로 무리를 이끌고 조조를 따랐다. 당시 조조군은 무종을 통해 오환을 공격하고 있었으나, 마침 큰길은 비로 인해 끊겼던 데다, 여러 샛길들은 원상과 답돈이 선점하여 철저히 지키고 있었으므로 조조는 고전하고 있었다.
전주는 2백년 동안 이용이 끊겨 있었던 노룡(盧龍)방면의 옛 샛길을 안내하며 진군할 것을 권했고, 이를 받아들인 조조는 노룡을 통해 오환의 본거지를 향해 잠행했다. 오환은 노룡을 통한 샛길의 존재를 전혀 모르고 있었으므로 조조군이 사라지자 조조가 철수한 것으로 믿고 있었으나 총사령부인 유성(柳城)에서 불과 2백리 지점에서 조조의 대군이 포착되자 경악한다. 결국 답돈은 전투 중 사로잡혀 참수되었으며, 오환은 엄청난 사망자를 내 시체가 들판을 뒤덮을 지경이었다고 한다. 원상은 선우 누반 등 살아남은 오환 지도부를 이끌고 요동으로 도망갔으나, 요동의 지배자 공손강은 원상을 죽여 그 머리를 조조에게로 보낸다.
조조는 원상의 머리를 효수한 뒤 원상의 머리 앞에서 슬퍼하는 자가 있으면 그대로 처형한다는 엄명을 내렸으나, 전주는 원상의 죽음을 접하자 원상의 머리 앞에서 곡을 하며 제사를 지냈다. 조조는 이 사실을 알았으나 연유를 묻지 않았다. 조조는 노룡의 길을 안내한 공을 치하하며 전주를 정후로 봉하고 5백호의 식읍을 내렸으나, 전주는 공손찬에게 복수하지 못해 사람들을 인솔하여 산 속으로 달아났으나 뜻은 세우지 못하고, 오히려 이를 이용하게 되었으니 수치스러운 일이라며 받기를 사양했다. 처음에 조조는 억지로 상을 받게 하지 않았으나, 훗날 전주의 공이야말로 특별히 귀한 것이라고 생각이 미치자 다시 전주에게 작호를 받기를 권했다. 조조의 거듭된 협박과 강권에도 전주는 노룡의 길을 안내한 공으로 인해 작호를 받기를 거부했다. 조조는 전주의 관직을 박탈하고 처형할 것을 신중히 검토했으며, 마지막으로 전주와 친교가 있는 하후돈을 보내 전주에게 작호를 받기를 권했으나, 전주는 눈물을 흘리며 부득이 받아들여야 한다면 차라리 머리가 잘려 죽기를 원한다고 말했다. 조조는 이를 전해듣고는 깊이 탄식하며 작호를 내리는 것을 포기했다.
이후 46세에 세상을 떠났다. 문제는 전주의 덕과 절의를 고상하다고 여기고, 종손 전속을 관내후에 봉해 전주의 뒤를 잇게 했다.

## 같이 보기
- 전승사(田承嗣, 705~779, 전주의 23대손으로 당나라의 태위, 사공을 지냄, zh:田承嗣)
- 전서(田緖, 764~796, 전승사의 7남, zh:田緒)